# Philophylla taylori
Philophylla taylori är en tvåvingeart som först beskrevs av Malloch 1939.  Philophylla taylori ingår i släktet Philophylla och familjen borrflugor. Inga underarter finns listade i Catalogue of Life.